# Артемьевское сельское поселение
Артемьевское сельское поселение — муниципальное образование в составе Тутаевского района Ярославской области.
Административным центром сельского поселения является деревня Емишево.

## География
Поселение расположено на правом берегу реки Волга. Оно занимает северо-запад правобережной части Тутаевского района, от города Тутаева вверх по Волге вплоть до Рыбинского района, в южной части посевление граничит с Большесельским районом. Территорию поселения пересекает федеральная трасса Р151 на участке Тутаев—Рыбинск, следующая параллельно берегу Волги, на удалении 2-3 км. По южной границе поселения проходит железная дорога Ярославль—Рыбинск, железнодорожная станция Ваулово играет существенную роль в жизни южной части поселения. По территории поселения протекают малые реки Эдома с притоками и Рыкуша, по берегам которых исторически сгруппировались населённые пункты. Территория поселения в основном лесная, сельскохозяйственные угодья расположены вокруг деревень.

## История
Артемьевское сельское поселение образовано 1 января 2005 года в соответствии с законом Ярославской области № 65-з от 21 декабря 2004 года «О наименованиях, границах и статусе муниципальных образований Ярославской области», границы сельского поселения установлены в административных границах Артемьевского и Николо-Эдомского сельских округов.

## Население
| 2007  | 2010  | 2011  | 2012  | 2013  | 2014  | 2015  |
| ----- | ----- | ----- | ----- | ----- | ----- | ----- |
| 1417  | ↘1344 | ↘1342 | ↗1392 | ↗1469 | ↗1498 | ↘1486 |
| 2016  | 2017  | 2018  | 2019  | 2020  | 2021  |       |
| ↗1514 | ↘1507 | ↘1483 | ↘1435 | ↗1445 | ↘1251 |       |

## Состав сельского поселения
В состав сельского поселения входят 57 населённых пунктов.
| №  | Населённый пункт              | Тип населённого пункта          | Население | Сельский округ  |
| -- | ----------------------------- | ------------------------------- | --------- | --------------- |
| 1  | Антифьево                     | деревня                         | ↗30       | Артемьевский    |
| 2  | Артемьево                     | деревня                         | ↗74       | Артемьевский    |
| 3  | Базы Отдыха «Красный Октябрь» | посёлок                         | →0        | Николо-Эдомский |
| 4  | Баскаково                     | деревня                         | →0        | Николо-Эдомский |
| 5  | Безмино                       | деревня                         | ↘7        | Артемьевский    |
| 6  | Большое Титовское             | деревня                         | ↗4        | Николо-Эдомский |
| 7  | Ваулово                       | деревня                         | ↘3        | Николо-Эдомский |
| 8  | Ваулово                       | посёлок                         | ↗13       | Николо-Эдомский |
| 9  | Ваулово                       | село                            | ↘66       | Николо-Эдомский |
| 10 | Вышницы                       | деревня                         | ↗11       | Артемьевский    |
| 11 | Голенищево                    | деревня                         | ↘0        | Артемьевский    |
| 12 | Емишево                       | деревня, административный центр | ↘340      | Артемьевский    |
| 13 | Ерофеево                      | деревня                         | →0        | Николо-Эдомский |
| 14 | Есюки                         | деревня                         | ↗11       | Артемьевский    |
| 15 | Ефимово                       | деревня                         | ↘0        | Николо-Эдомский |
| 16 | Ильинское                     | деревня                         | ↘41       | Артемьевский    |
| 17 | Илькино                       | деревня                         | →1        | Николо-Эдомский |
| 18 | Ионовское                     | деревня                         | ↗14       | Николо-Эдомский |
| 19 | Калошино                      | деревня                         | →0        | Артемьевский    |
| 20 | Каменка                       | деревня                         | →0        | Николо-Эдомский |
| 21 | Клинцево                      | деревня                         | ↘2        | Артемьевский    |
| 22 | Красинское                    | деревня                         | ↗9        | Артемьевский    |
| 23 | Кузилово                      | деревня                         | ↗12       | Артемьевский    |
| 24 | Лазарцево                     | деревня                         | ↘12       | Артемьевский    |
| 25 | Лукинское                     | деревня                         | ↗2        | Николо-Эдомский |
| 26 | Лыкошино                      | деревня                         | ↘8        | Артемьевский    |
| 27 | Малое Титовское               | деревня                         | ↗6        | Николо-Эдомский |
| 28 | Манцурово                     | деревня                         | ↘0        | Артемьевский    |
| 29 | Мартыново                     | деревня                         | ↗7        | Артемьевский    |
| 30 | Митинское                     | деревня                         | ↗13       | Николо-Эдомский |
| 31 | Митюшино                      | деревня                         | ↘0        | Николо-Эдомский |
| 32 | Мишаки                        | деревня                         | ↘20       | Артемьевский    |
| 33 | Никифорово                    | деревня                         | ↗5        | Артемьевский    |
| 34 | Николо-Эдома                  | село                            | ↘3        | Николо-Эдомский |
| 35 | Новенькое                     | деревня                         | ↘5        | Николо-Эдомский |
| 36 | Новоселки                     | деревня                         | ↘4        | Артемьевский    |
| 37 | Олешково                      | деревня                         | →0        | Артемьевский    |
| 38 | Омелино                       | деревня                         | ↘9        | Николо-Эдомский |
| 39 | Осташево                      | деревня                         | ↘83       | Николо-Эдомский |
| 40 | Парняково                     | деревня                         | ↗14       | Николо-Эдомский |
| 41 | Парфенково                    | деревня                         | →0        | Артемьевский    |
| 42 | Пасынково                     | деревня                         | ↘1        | Николо-Эдомский |
| 43 | Погост                        | деревня                         | →0        | Артемьевский    |
| 44 | Подлесное                     | деревня                         | ↗11       | Артемьевский    |
| 45 | Полуэктово                    | деревня                         | ↘13       | Николо-Эдомский |
| 46 | Рождественное                 | деревня                         | ↘49       | Николо-Эдомский |
| 47 | Рыково                        | деревня                         | ↘13       | Артемьевский    |
| 48 | Сельцо                        | деревня                         | ↘3        | Николо-Эдомский |
| 49 | Селюнино                      | деревня                         | ↗6        | Николо-Эдомский |
| 50 | Столбищи                      | деревня                         | ↘403      | Николо-Эдомский |
| 51 | Сущево                        | деревня                         | ↗2        | Артемьевский    |
| 52 | Уварово                       | деревня                         | →0        | Артемьевский    |
| 53 | Холм                          | деревня                         | ↘2        | Николо-Эдомский |
| 54 | Шелково                       | деревня                         | ↘12       | Артемьевский    |
| 55 | Шеломки                       | деревня                         | →0        | Артемьевский    |
| 56 | Шуино                         | деревня                         | →0        | Николо-Эдомский |
| 57 | Юдаково                       | деревня                         | →0        | Николо-Эдомский |